# Ficheux
Ficheux település Franciaországban, Pas-de-Calais megyében. Lakosainak száma 497 fő (2022. január 1.). Ficheux Wailly, Mercatel, Agny, Blairville, Boiry-Sainte-Rictrude, Boisleux-au-Mont és Hendecourt-lès-Ransart községekkel határos.

## Népesség
A település népességének változása:
| Lakosok száma | 486  | 507  | 530  | 523  | 516  | 508  | 501  | 502  | 497  |
|               | 2013 | 2015 | 2016 | 2017 | 2018 | 2019 | 2020 | 2021 | 2022 |